# Madame Mystery

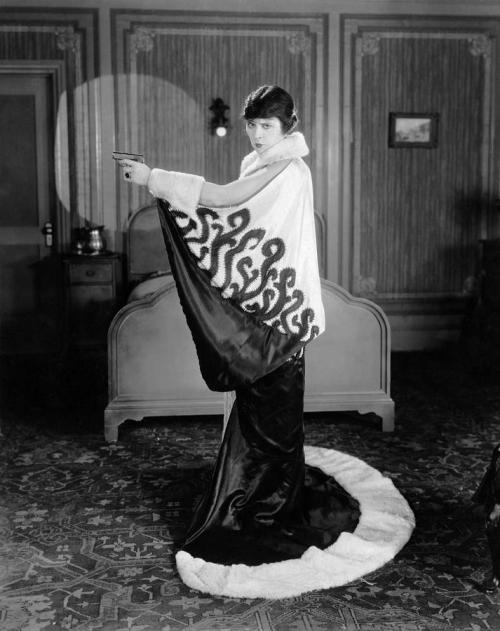
Theda Bara em Madame Mystery

Madame Mystery é um filme mudo estadunidense de 1926, do gênero comédia, dirigido por Richard Wallace e Stan Laurel.

## Elenco
- Theda Bara como Madame Mysterieux
- Tyler Brooke como artista com fome
- James Finlayson como autor de luta
- Oliver Hardy como Capitão Schmaltz
- Fred Malatesta como Homem de mil olhos
- Martha Adormecida
- Sammy Brooks
- Helen Gilmore
- William Gillespie